# 4454 Kumiko
4454 Kumiko (1988 VW) là một tiểu hành tinh vành đai chính được phát hiện ngày 2 tháng 11 năm 1988 bởi Seiji Ueda và Hiroshi Kaneda ở Kushiro.